# سفارة تركيا في فنلندا
سفارة تركيا في فنلندا هي أرفع تمثيل دبلوماسي لدولة تركيا لدى فنلندا. تقع السفارة في هلسنكي وهي تهدف لتعزيز المصالح التركية في فنلندا.

## وصلات خارجية
- قائمة سفارات تركيا
- قائمة السفارات في فنلندا